# ブラゴヤ・トドロフスキ
ブラゴヤ・トドロフスキ（マケドニア語: Благоја Тодоровски、1985年6月11日 - ）は、マケドニア共和国のサッカー選手。マケドニア共和国代表。ポジションはMFあるいはDF。ブラジェ・トドロフスキ（マケドニア語: Блаже Тодоровски）の名でも知られている。

## クラブ歴
2002年にFKクマノヴォで選手となった後、FKシレクスに在籍した。2008年にFCディナモ・ブカレストに移籍するも出場機会は乏しく、レンタル移籍やセカンドチームでの出場を経験した。2011年にFKラボトニツキに完全移籍すると、2015年にKFシュケンディヤに移籍した。

## 代表歴
2014年6月18日に行われた中華人民共和国代表戦でA代表初出場を飾り、73分に同じく初出場のマリヤン・ラデスキと交代した。